# Zozibini Tunzi
Zozibini Tunzi (Tsolo, 18 settembre 1993) è una modella sudafricana.

## Biografia
Eletta Miss Sudafrica 2019, nello stesso anno ha vinto il titolo di Miss Universo superando le altre 89 concorrenti nella finale tenutasi l'8 dicembre ad Atlanta. È stata la terza sudafricana a vincere questo concorso.

## Filmografia
- The Woman King, regia di Gina Prince-Bythewood (2022)

## Programmi televisivi
- ChanceTV (2019)